# 4711

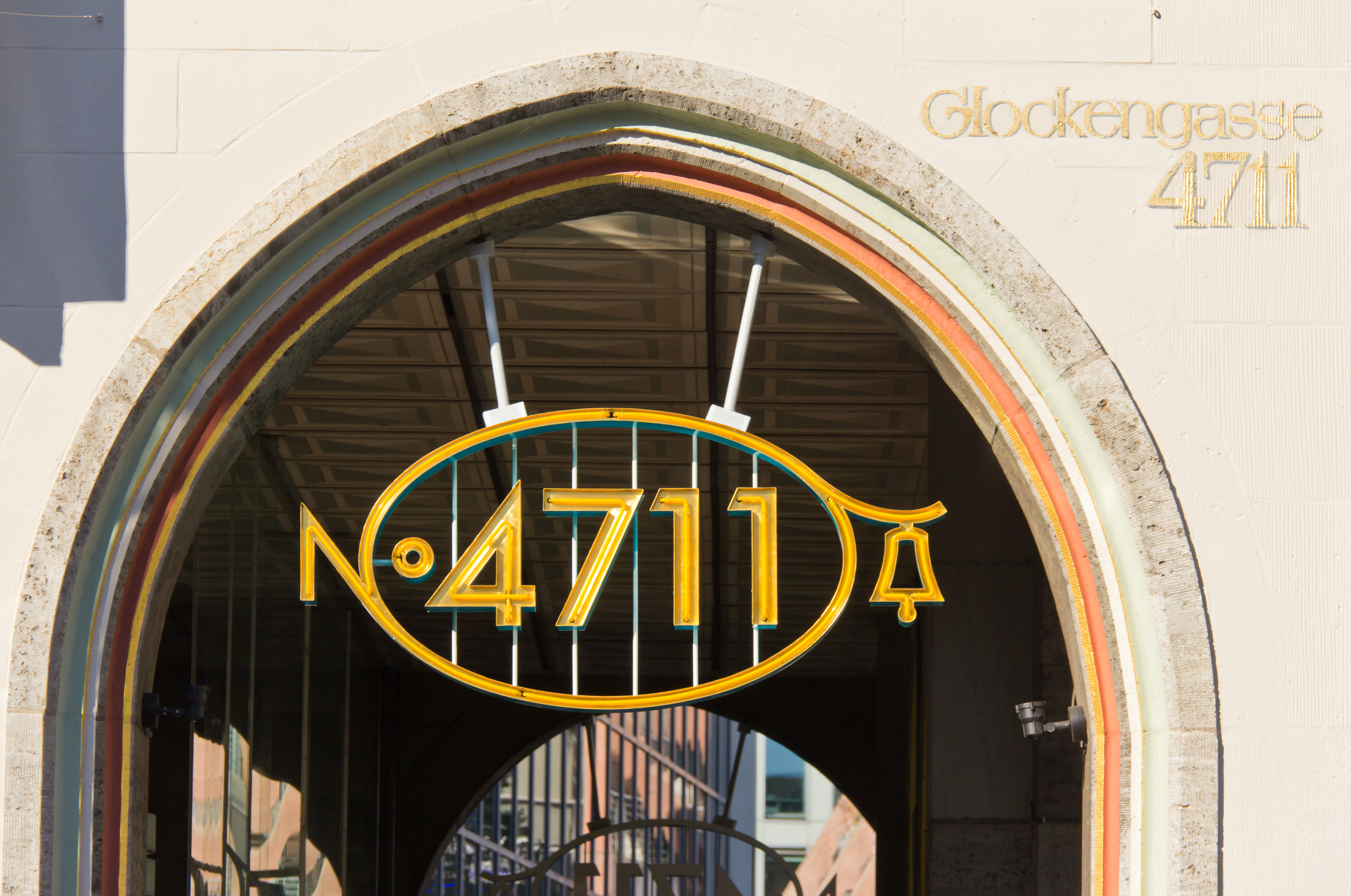
4711-Logo und Hausnummer am neuen Stammhaus in der Glockengasse 4, Köln; neue Logoversion von 2011

4711 (siebenundvierzig-elf) ist eine Marke für Parfüms, die zum Unternehmen Mäurer & Wirtz GmbH & Co. KG gehört. Spätestens seit 1799 wurde wohl ein Kölnisch Wasser  nach der Rezeptur, die später als 4711 bekannt wurde, durch Wilhelm Mülhens in Köln verkauft. Dieses Duftwasser wird noch heute hergestellt und darf die Bezeichnung Original Eau de Cologne führen. 4711 ist ein bekannter Markenname, der spätestens ab 1875 markenrechtlich geschützt ist. Mäurer & Wirtz hat 4711 mittlerweile zu einer Dachmarke ausgebaut, unter der verschiedene Düfte angeboten werden.
Das 4711-Stammhaus in der Kölner Glockengasse ist, obwohl es sich nicht um das Originalgebäude handelt, ein Touristenziel. Es beherbergt einen Ausstellungsraum, der einmal wöchentlich im Rahmen einer öffentlichen Führung besichtigt werden kann; auch ist stündlich ein Glockenspiel zu hören.

## Geschichte

### Legende und Anfänge

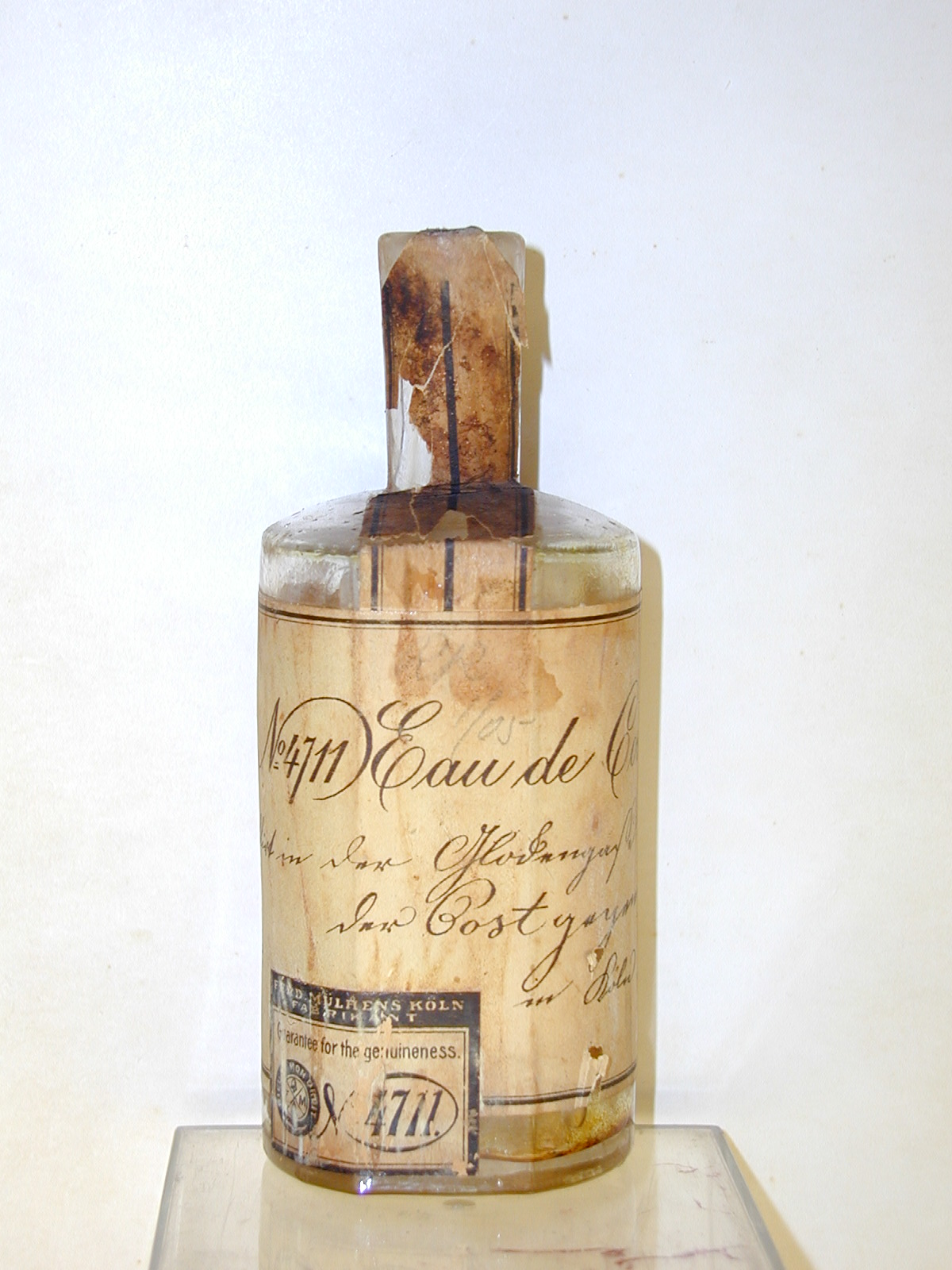
4711-Molanus-Flasche um 1885

Einer Legende nach erhielt der Kaufmann Wilhelm Mülhens im Jahr 1792 die Rezeptur für ein „aqua mirabilis“ von Franz Maria Carl Gereon Farina, einem Kartäusermönch, zur Hochzeit geschenkt. Gesichert ist jedoch nur, dass Wilhelm Mülhens seit 1797 in der Kölner Glockengasse ansässig war und seit 1799 „Kölnisch Wasser“ vertrieb.
Das Haus in der Glockengasse erhielt zur Zeit der französischen Besatzung die Konskriptionsnummer „4711“ als Hausnummer zugeteilt (siehe entsprechender Abschnitt), die in den 1830er Jahren zur Marke der Firma wurde.
Zunächst wurde das „aqua mirabilis“ nicht als Parfüm, sondern als innerlich anzuwendendes Heilmittel vertrieben. 1810 erließ Napoleon Bonaparte allerdings ein Dekret, das die Offenlegung aller Geheimrezepturen für innerlich anzuwendende Mittel forderte. Um der Veröffentlichungspflicht zu entgehen, gab Wilhelm Mülhens sein Kölnisch Wasser seitdem als „äußerlich anwendbares Mittel“ aus, wodurch es zum ersten Mal als Duftwasser, wie man es heute kennt, vermarktet wurde. Auch die heutigen Hersteller betrachten es nicht nur als Duft, sondern auch als „Aroma-Therapeutikum“, das eingeatmet werden soll, „damit die ätherischen Öle auch wirken können“.
In einer der ersten deutschen Rettungsanstalten, der Rettungsanstalt Düsseltal für Waisenkinder, wurde das Wasser hergestellt. Diese Anstalt für Waisenkinder wurde durch Kölnisch Wasser mitfinanziert. Das Wasser selbst wurde jedoch an der Düssel in Düsseldorf produziert. Rosenknospen und der Spruch Für Gott und die Waisen zierten die Etiketten der Duftwasserfläschchen aus Düsseltal.
Peter Joseph Mülhens, ein Sohn des Gründers, war ab 1825 an der Seite des Vaters und später alleiniger Geschäftsführer. Zwischen 1820 und 1840 wurde das Netz der nationalen und internationalen Vertretungen ausgebaut und der Vertrieb von Eau de Cologne bis nach Indien und Indonesien erweitert. 1854 begann Mülhens den Neubau des Geschäftshauses in der Glockengasse.
Die ikonische Form des Flakons des Kölnisch Wassers stammt aus den 1820er Jahren. Es handelt sich um eine nach ihrem Erfinder benannte Molanus-Flasche. Ihre eckige Form erleichterte Lagerung und Transport und das Aufbringen von Etiketten. Mülhens griff diese neue Erfindung auf, brachte aber zwischen Flaschenschulter und Kappe einen Kropf an, der die Ausdehnung des alkoholhaltigen Inhalts bei Wärme ermöglicht. In dieser Flasche wird 4711 bis heute angeboten. Das bekannte Etikett wurde unter Peter Joseph Mülhens etabliert. Es zeigt auf der einen Seite den Kölner Dom, auf der anderen Seite das Bonner Münster, darüber ein gotisches Band mit der Aufschrift „Dieu et mon droit“. Durch die Kirchendarstellungen und die Inschrift rückte Mülhens sein Kölnisch Wasser in die Nähe des Weihwassers. Peter Joseph Mülhens etablierte zudem Blau-Gold als Hausfarben und erweiterte die Produktpalette um weitere Düfte, Hautcremes, Seifen und Puder.

### Namensstreit

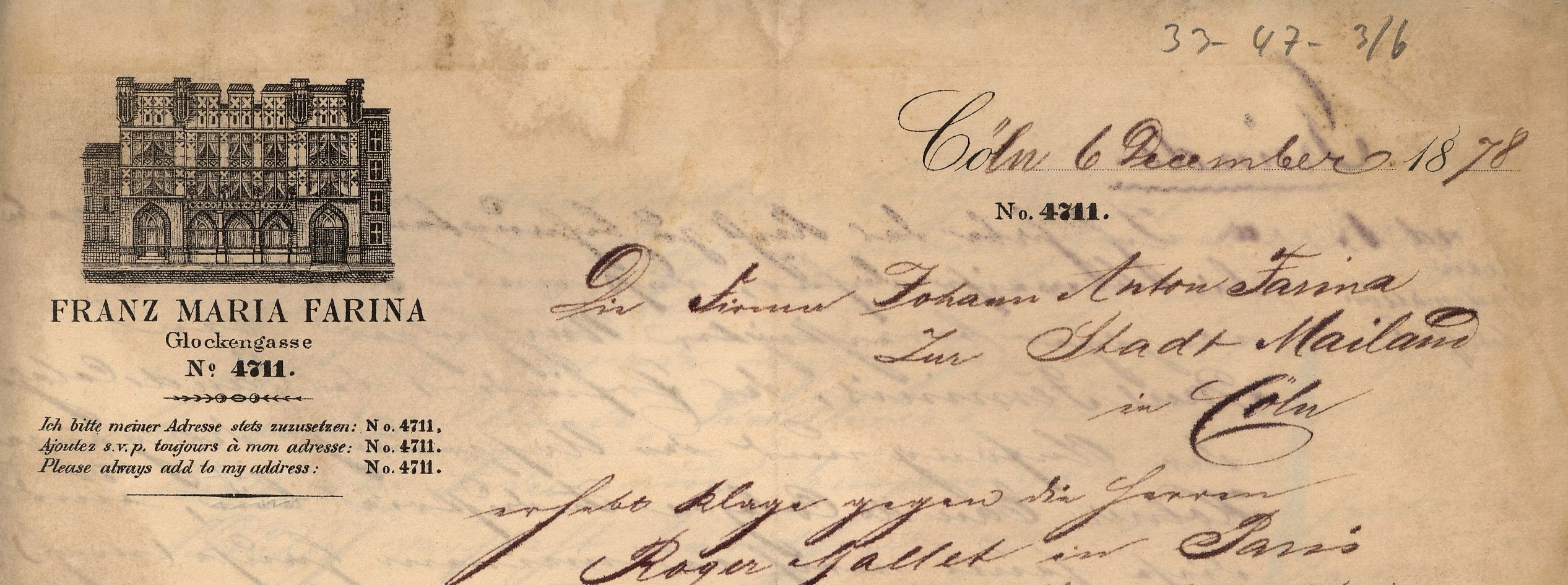
Briefkopf der Firma Franz Maria Farina 1878

Das Unternehmen führte zunächst den Namen „Franz Maria Farina, Glockengasse 4711, Cöln“, weshalb sich die Firma bis 1881 in Rechtsstreitigkeiten um die Verwendung von „Farina“ im Markennamen befand. Verschiedene Eigentümer der Namensrechte, darunter die Familie Farina, klagten darauf, den Mülhens’ die Verwendung des Namens „Farina“ zu untersagen. Johann Maria Farina soll als einer der ersten ein „Kölnisch Wasser“ hergestellt haben, und der Familienname galt zeitweise als Inbegriff für aqua mirabilis aus Köln. Vor allem die Firma Johann Maria Farina gegenüber dem Jülichs-Platz strebte an, den Namen exklusiv verwenden zu dürfen. Die Firma Mülhens nahm mehrmals Personen mit dem Namen Farina als Geschäftspartner auf, um den Namen führen zu können, zuerst 1803 Carl Franz Maria Farina aus Düsseldorf. Nachdem aber 1832 nach Klage dreier Farina-Firmen die Benutzung des Namens untersagt worden war, wurde ein Franz Maria Farina aus Mailand als Geschäftspartner gewonnen. 1862 ließ Peter Joseph Mülhens seine Firma unter „Franz Maria Farina in der Glokkengasse 4711 der Post gegenüber“ in das Handelsregister eintragen. Durch Urteil des Kgl. Oberlandesgerichts zu Cöln vom 27. April 1881 wurde Ferdinand Mülhens, seit 1872 Geschäftsführer und seit dem Tod des Vaters Peter Joseph Mülhens 1873 Inhaber der Firma, endgültig untersagt, den Namen „Farina“ zu benutzen, die exklusive Nutzung fiel allerdings an den französischen Parfümhersteller Roger & Gallet. Ferdinand Mülhens ließ daraufhin die Firma als Eau de Cologne- und Parfümerie-Fabrik Glockengasse No. 4711 gegenüber der Pferdepost von Ferd. Mülhens ins Handelsregister eintragen; in Frankreich firmierte man unter „No. 4711 Eau de Cologne“.

### Gründerjahre und 20. Jahrhundert

Werbung Ferdinand Mülhens als k.u.k. Hoflieferant, 1908

Unter Ferdinand Mülhens wurden Niederlassungen in den USA (1875 in New York City) und im Russischen Kaiserreich (1880 in Riga) gegründet. Die Expansion des Unternehmens konnte in der Glockengasse nicht mehr bewältigt werden. Ferdinand Mülhens verlagerte deshalb im März 1874 einen Teil  der Produktion nach Köln-Ehrenfeld in die Venloer Straße 241 / Vogelsanger Straße 66–100, wo die Seifenfabrikation zwischen 1874 und 1943 und 1946 bis 1991 erfolgte.
Sein Sohn Peter Paul Mülhens (1875–1945) wurde der vierte Firmeninhaber. Er modernisierte das Unternehmen durch den Einsatz von technischem Gerät. 1908 wurde damit geworben, dass auch der Hof des Kaisers von Österreich in Wien beliefert werde. Nach dem Ersten Weltkrieg baute Peter Paul Mülhens die verlorenen Exportbeziehungen und Niederlassungen wieder auf. Trotz schwieriger wirtschaftlicher Bedingungen kam es zwischen 1920 und 1935 zur Einführung vieler neuer Düfte, wie Tosca (1921) und Sir (1935). 1928 erfolgte die Verleihung des Hoflieferantentitels von König Gustav V. von Schweden, 1930 vom Prince of Wales sowie 1955 von König Hussein von Jordanien. Im Zweiten Weltkrieg wurden 1943 sowohl das Stammhaus in der Glockengasse wie auch die Fertigung in Ehrenfeld zerstört.
Nach seinem Tod übernahm 1945 Peter Paul Mülhens’ Witwe, Maria Walburga Mülhens, geb. Stockhausen, die Leitung der Firma und baute sie in zehn Jahren wieder zu einem Unternehmen mit internationalem Ansehen auf. 1946 wurde die Produktion in Ehrenfeld mit Kölnisch Wasser sowie Seifen und Zahnpasta, Haar- und Hautcremes provisorisch wieder aufgenommen. 1948 begann das Unternehmen wieder zu exportieren. 1962 ging die Leitung an den Enkel von Maria und Peter Paul Mülhens, Ferdinand Mülhens (1937–2021). Im Dezember 1990 erfolgte die Umfirmierung in Muelhens KG – die Bezeichnung 4711 war nun nicht mehr Bestandteil des Firmennamens.

### Unternehmensverkauf und Übernahme der Marke

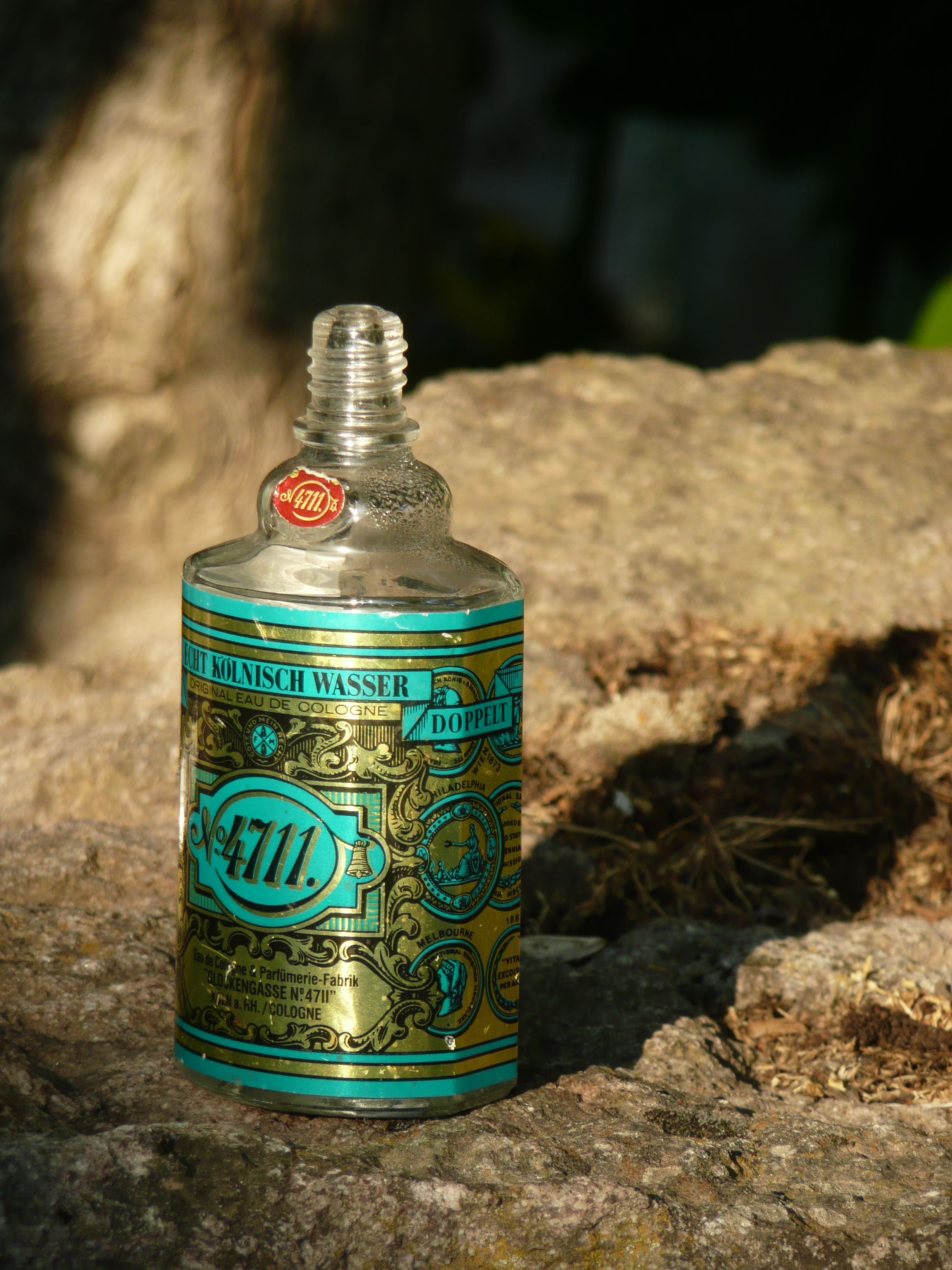
Der Flakon von 4711 (die sogenannte „Molanus-Flasche“)

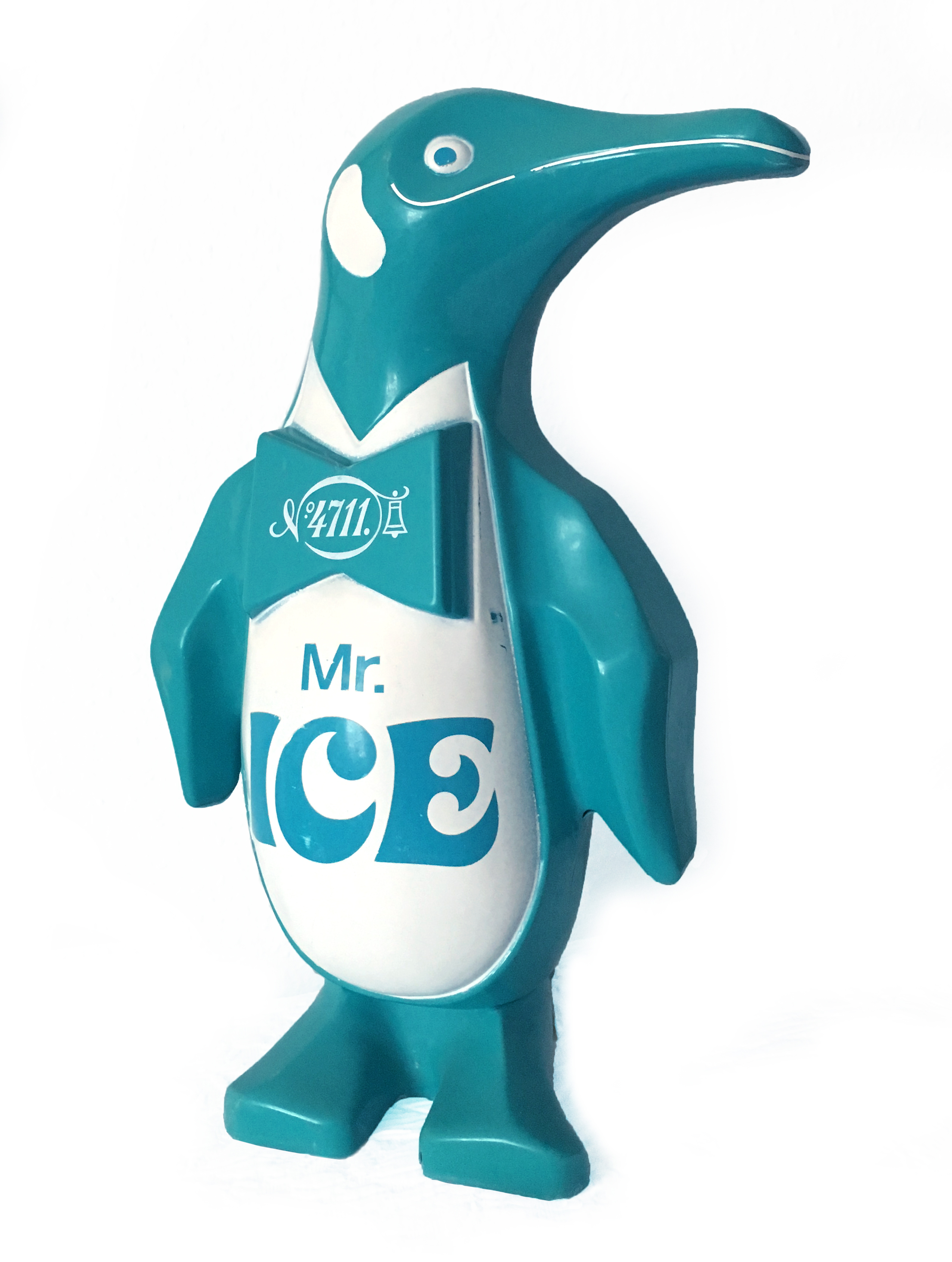
„Mr. Ice“-Werbefigur für ein Kindershampoo in den 1960er Jahren

1994 wurde die Firma von der Familie Mülhens an die Wella AG in Darmstadt verkauft. Dabei bündelte Wella seine Kosmetikaktivitäten und somit auch Muelhens seit 1997 unter dem Dach der Cosmopolitan Cosmetics GmbH, bis die Wella AG ihrerseits 2003 von dem amerikanischen Waschmittel- und Kosmetikhersteller Procter & Gamble übernommen wurde.
Am 1. Juli 2005 wurde das Duftgeschäft von Cosmopolitan Cosmetics Prestige, Muelhens und Procter & Gamble Prestige Beauté unter dem Dach der Procter & Gamble Prestige Products GmbH zusammengefasst. Im Sommer 2006 gab Procter & Gamble bekannt, sich von den Rechten an den Marken der Firma Mülhens (4711, Tosca, Sir Irisch Moos und Extase) trennen zu wollen, da sie nicht zur Strategie des Konzerns passten. Nach einem mehrmonatigen Bieterverfahren wurden die Marken und das Gebäude Glockengasse Nr. 4 im Dezember 2006 an das zur Dalli-Gruppe gehörende Stolberger Dufthaus Mäurer & Wirtz verkauft. Dort wurde die erste Flasche 4711 am 23. Mai 2007 produziert. Die Firma Muelhens GmbH & Co. KG in Köln verblieb im Konzern von Procter & Gamble als Produktionsunternehmen ohne eigene Marken. Am 27. Januar 2010 wurde sie im Zuge des Formwechsels in die Procter & Gamble Manufacturing Cologne GmbH umgewandelt. Zum 1. Oktober 2016 erfolgte der Verkauf von Procter & Gamble an Coty und damit eine erneute Umbenennung des ehemaligen Unternehmens Mülhens in HFC Prestige Manufacturing Cologne, Germany GmbH.
Mäurer & Wirtz frischte in der Folgezeit das Image von 4711 auf, indem das Sortiment von 4711 um weitere Produkte ergänzt wurde. Unter der Dachmarke 4711 werden nun das traditionelle Echt Kölnisch Wasser, Nouveau Cologne und Acqua Colonia angeboten. 2011 wurde im Zuge einer Werbekampagne für 4711 – Nouveau Cologne eine modernisierte Variante des Logos gestaltet.
| - Logo-Varianten |

## Geschichte der Hausnummer 4711

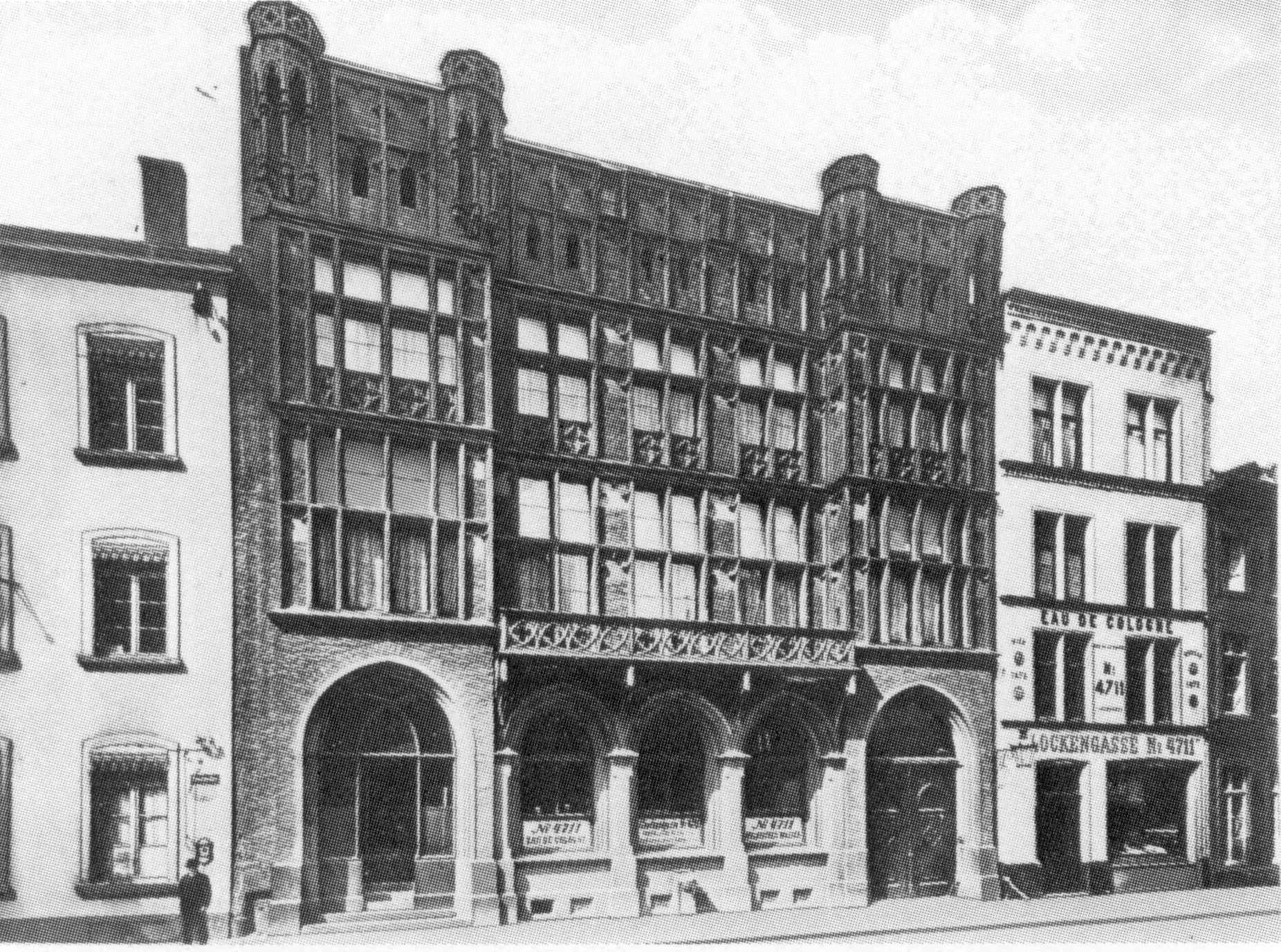
Glockengasse Nr. 24–28, 1864

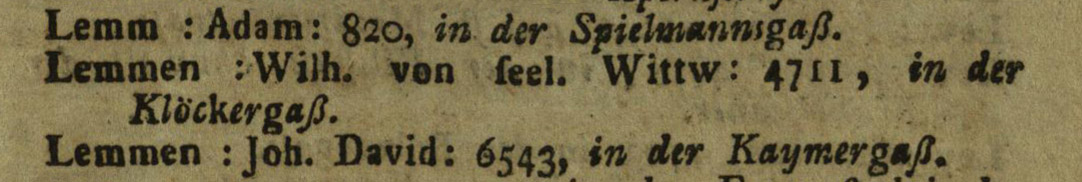
1. Kölner Adressbuch von 1795 Seite 103: Witwe von Lemmen wohnt in der Glockengasse 4711

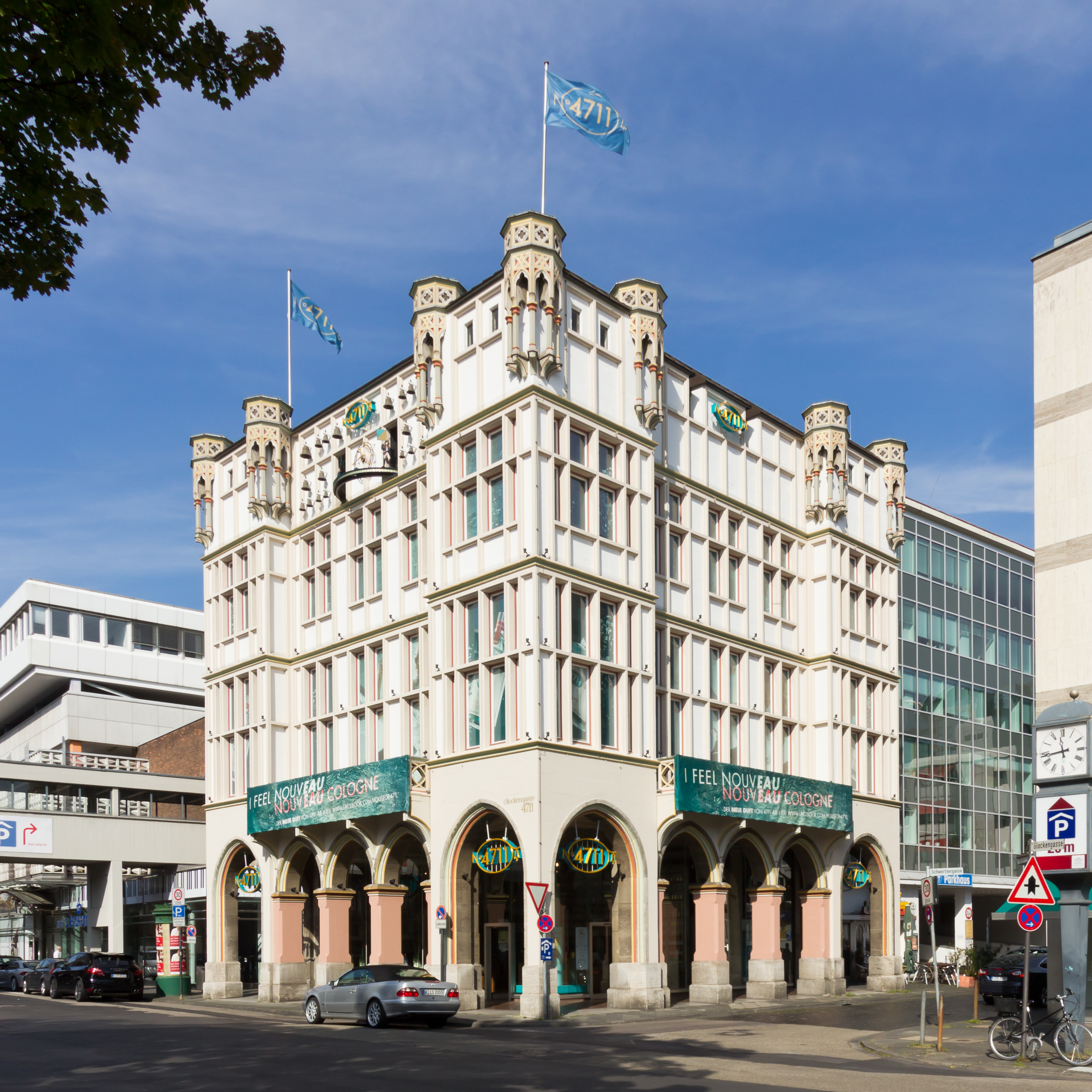
Neues Stammhaus von 1963 in der Glockengasse 4, Ecke Schwertnergasse 1, Köln

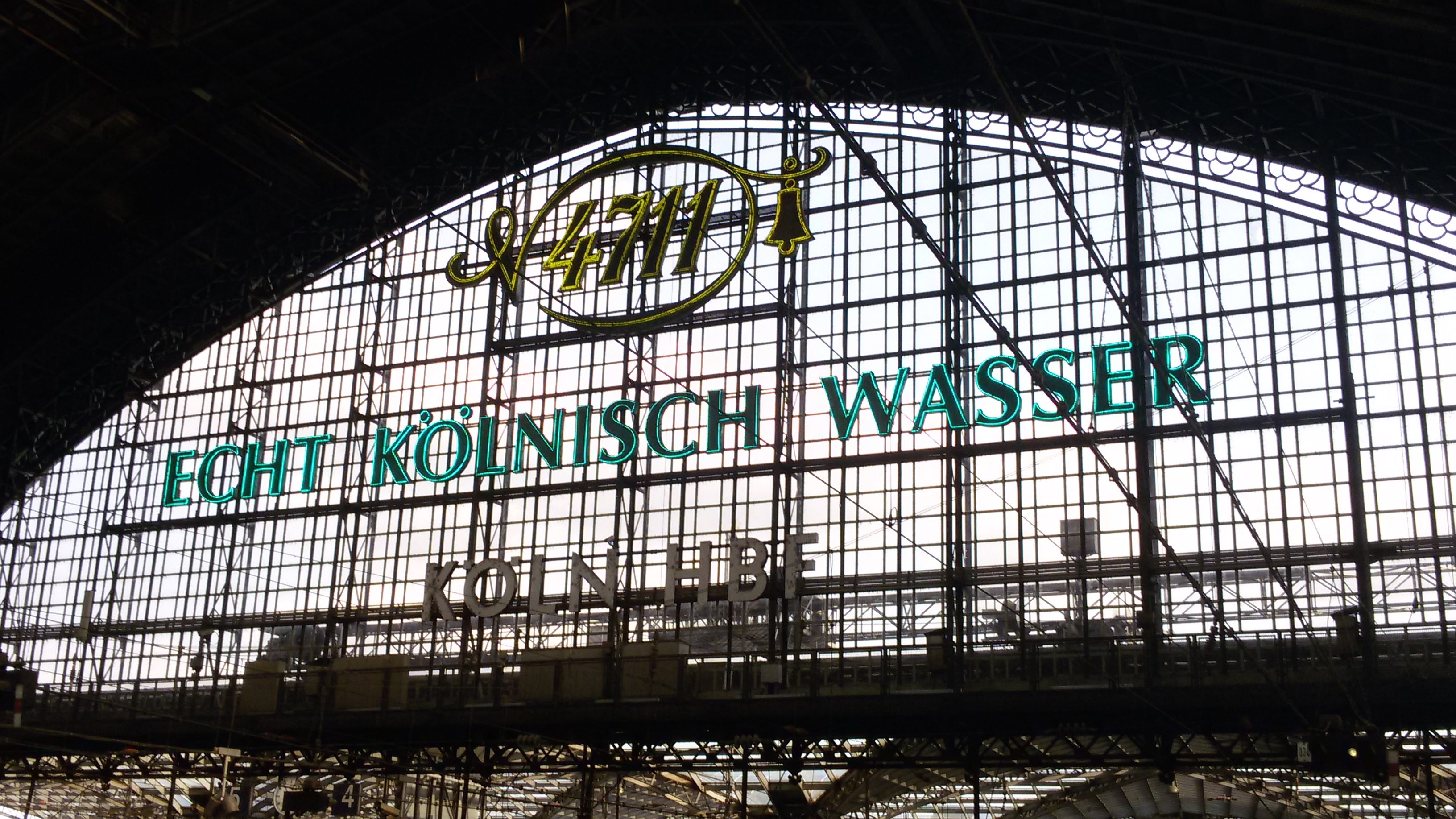
Neonreklame für 4711 im Hauptbahnhof von Köln

Als im Ersten Koalitionskrieg am 3. Oktober 1794 französische Truppen vor der Stadt standen, billigte der Rat der Stadt Köln den Vorschlag der Wachtkommission, „alle Häußer der Stadt ohne Unterscheid nummerieren und nach Maasgab der Entlegenheit beleuchten zu lassen. Die Beleuchtung wird für sofort angeordnet, die Nummerierung an die Schickung verwiesen“, als Vorwegnahme der Einrichtung einer „allgemeinen Sicherheits-Wacht“. Am 6. Oktober 1794 besetzten die Franzosen die Stadt unter Charles Daurier (* 29. Juni 1761; † 29. Mai 1833, Brigadegeneral ab 8. Mai 1794), der als Stadtkommandant den Oberbefehl über Köln übernahm. Am 7. Oktober beschloss der Rat mit den Vierundvierzigern, dass „jeder Bürger-Hauptman eine Verzeichniß deren in seinem Fahnenbezirk befindlichen Bürger und Unbürger binnen 2 mal 24 Stunden einzuliefern hat und (…) der Numerirungs-Punkt deren Häußer zur löblichen Wachts-Kommission verwiesen wird, die also mit der Durchführung beauftragt wird“. Der Drucker Heinrich Josef Metternich (Mitglied des Rates) beantragte die Genehmigung zur Veröffentlichung eines Adresskalenders, der unter anderem die inzwischen angebrachten Hausnummern enthalten sollte, und zur Erhebung der erforderlichen Angaben. Er betonte dabei, „dass durch die von Euer Gnaden veranstaltete Polizey-Einrichtung (…) nunmehro alle Häußer hießiger Stadt nach Ordnung der Colonelschafften mit Nummeren bemerket sind“.
Als Bewohner des Hauses in der Glockengasse, das die Nummer 4711 erhalten hatte, stand im 1. Kölner Adressbuch von 1795 die Witwe des Wilhelm von Lemmen seel. Erst im 2. Kölner Adressbuch von 1797 wird Wilhelm Mülhens als Bewohner genannt, als Berufsbezeichnung ist „in Speculationsgeschaeften“ angegeben, unter den Herstellern von Kölnisch Wasser im Branchenverzeichnis wird er noch nicht aufgeführt. 1811 wurde die durchlaufende Nummerierung wieder abgeschafft und auf eine straßenweise Nummerierung, wie sie heute üblich ist, umgestellt. Das Haus Glockengasse No. 4711 erhielt daraufhin die Hausnummer Glockengasse Nr. 12.
Im Vorwort des französischsprachigen Adressbuchs von 1813 behauptet der Verleger Theodor Franz Thiriart, vor Ankunft der Franzosen habe es in Köln keine Häusernummerierung gegeben (inconnu à Cologne avant l’arrivée des armées françaises au bord du Rhin), sie sei 1795 angeordnet worden. Hier beginnt die Bildung der Legende, die Franzosen hätten die Nummerierung angeordnet und durchgeführt.
1854 zog Peter Joseph Mülhens von der Glockengasse 12 in das neue Geschäftshaus mit neugotischer Fassade in der Glockengasse 26–28 gegenüber der Pferdepost um. Das Haus in der Glockengasse Nr. 12, welches 1794 die Hausnummer 4711 bekommen hatte, stand zunächst leer und wurde später auf Abbruch verkauft. Im Zweiten Weltkrieg wurde 1943 das Haus Glockengasse 26–28 durch einen Bombenangriff völlig zerstört. 1963 wurde ein Neubau im Stil des Vorkriegsgebäudes an neuem Standort an der Ecke Schwertnergasse 1 / Glockengasse 4 errichtet. Die neugotische Fassade wurde jetzt mit Arkaden um die Straßenecke fortgeführt.
Das Bild des französischen Offiziers, der hoch zu Ross die Hausnummer 4711 mit dem geschwungen umschriebenen No. (für frz. numéro) auf die Fassade des Hauses in der Klöckergasse (Glockengasse) schreibt, ist ein Produkt der Werbung und wurde erstmals 1949 in einer Werbeanzeige von Karl Petau verwendet. Von dieser Vorlage wurde auch ein Webteppich, der in den 1950er Jahren in Auftrag gegeben worden war, gefertigt. In seiner szenischen Umsetzung fand es in den 1950er und 1960er Jahren große Verbreitung.
Der Schriftzug No. 4711 wurde erst später mit rechts angehängtem Glockensymbol für die Glockengasse ergänzt.

## Duft
Die Rezeptur des Duftes, deren genaue Zusammensetzung bis heute geheim gehalten wird, enthält folgende Duftnoten:
- Kopfnote: Bergamotte, Zitrone und Orange
- Herznote: Lavendel und Rosmarin
- Basisnote: Neroli und Petitgrain

Der Alkoholgehalt wird mit über 80 % angegeben.

## Sonstiges
Im medizinischen Lehrbetrieb bürgerte sich die Merkregel 4711 für die Normgröße der menschlichen Milz ein. Ein durchschnittliches, gesundes Organ weist demnach etwa folgende Abmessungen auf: Breite 4 cm, Höhe 7 cm und eine Länge von 11 cm. Bei Überschreitung dieser Werte liegt eine Splenomegalie vor.
Als Passwort wird die Zahl 4711 wegen ihrer Bekanntheit – wie auch 0815 – gelegentlich für Programmieranwendungen genutzt. Der Gerätehersteller Medion nutzt sie für seine Universal-Fernbedienungen als „Master Password“ ebenfalls. Datenschützer führen diese Zahl als Beispiel für unsichere Passwörter, die sehr schnell entschlüsselt werden können.
In Aus- und Fortbildungen der Deutschen Bahn findet die Zahl 4711 Anwendung als Zugnummer nicht existierender Züge.

## Belege
1. ↑  Markenregister.
2. 1 2  Klaus Müller: Geschichte der Stadt Köln Bd. 8. Köln von der französischen zur preußischen Herrschaft, S. 236.
3. 1 2 3  4711 – eine Kölner Duftmarke erobert die Welt (Memento vom 20. Januar 2012 im Internet Archive), abgerufen am 31. August 2012.
4. 1 2 3  4711 – Erfrischt und beruhigt die Nerven – Deutsches Historisches Museum: Blog. Abgerufen am 2. Januar 2021 (deutsch).
5. ↑  G. Viertel: Anfänge der Rettungshausbewegung unter Adalbert Graf von der Recke-Volmerstein (1791–1878). Rheinland-Verlag, Köln 1993.
6. ↑  A. Count von der Recke-Volmerstein: Düsselthal Abbey, Count von der Recke’s institutions for destitute orphans and Jewish proselytes. Ritchie, Edinburgh 1836.
7. ↑  Deutscher Bund 1833. Oteripedia 18. Juni 2018
8. ↑  Düsseldorf Stadtteile. Zeitwohnen Düsseldorf stellt vor: Düsseltal. Zeitwohnen Düsseldorf.de
9. 1 2  Eintrag: Mülhens KG in Deutsche Wirtschaftarchive, 3. Auflage, Band 3, Köln 1994, ISBN 3-515-06211-4, S. 201 (eingeschränkte Vorschau in der Google-Buchsuche)
10. 1 2 3  Ulrich S. Soénius: Mülhens, Peter Joseph. In: Neue Deutsche Biographie (NDB). Band 18, Duncker & Humblot, Berlin 1997, ISBN 3-428-00199-0, S. 300 f. (Digitalisat).
11. ↑  Offizielle Webseite zur Molanusflasche (Memento vom 8. Januar 2012 im Internet Archive) abgerufen am 31. Januar 2012.
12. ↑  Ulrich S. Soénius: Mülhens, Wilhelm. In: Neue Deutsche Biographie (NDB). Band 18, Duncker & Humblot, Berlin 1997, ISBN 3-428-00199-0, S. 299 f. (Digitalisat).
13. 1 2  Ulrich S. Soénius: Mülhens, Ferdinand. In: Neue Deutsche Biographie (NDB). Band 18, Duncker & Humblot, Berlin 1997, ISBN 3-428-00199-0, S. 301 f. (Digitalisat).
14. ↑  No. 4711 Weisse Rose-Glyzerin-Seife, Mülhens & Kropff, New York, Smithsonian Institute USA (englisch).
15. 1 2 3  Ulrich S. Soénius: Mülhens, Peter Paul. In: Neue Deutsche Biographie (NDB). Band 18, Duncker & Humblot, Berlin 1997, ISBN 3-428-00199-0, S. 302 f. (Digitalisat).
16. ↑  RWWA 162-101-1 des Archivbestandes Abt. 162 Muelhens KG
17. ↑  Mäurer + Wirtz kauft Traditionsduft „4711“ dpa, 12. Dezember 2006 11:55 MEZ.
18. ↑  Amtsgericht Köln Aktenzeichen: HRA 2283 Löschungen 9. Februar 2010
19. ↑  Spiegel.de: 4711 ist wieder in deutschen Händen.
20. ↑  Mitteilung von Coty Inc. an ihre Kunden betreffend Übernahme von Geschäftsteilen von Procter & Gamble (Memento vom 22. November 2017 im Internet Archive) vom Mai 2017.
21. ↑  Nouveau-Cologne.com (Memento vom 1. Juli 2012 im Internet Archive)
22. ↑  Historisches Archiv der Stadt Köln, Bestand 10 (Ratsprotokolle) Nr. 241 Bl. 216v.
23. ↑  Historisches Archiv der Stadt Köln, Bestand 10 (Ratsprotokolle) Nr. 241 Bl. 225v.
24. ↑  Historisches Archiv der Stadt Köln, Bestand 350 (Franz. Verw.) Nr. 306, Blatt 3–6.
25. ↑  Rheinisch-Westfälisches Wirtschaftsarchiv (RWWA) Abt. 33, 1. Kölner Adressbuch: Gemeinnütziger … Adresse-Kalender der Stadt Köllen, Köln 1795, S. 103.
26. ↑  RWWA Abt. 33, 2. Kölner Adressbuch: Verzeichnis Der Stadt-Kölnischen Einwohner. Thiriart und Compagnie, Köln 1797, S. 179.
27. ↑  RWWA Abt. 33, Itinéraire de Cologne, 1813.
28. ↑  RWWA Abt. 33, Itinéraire de Cologne, 1813, S. 12.
29. ↑  Julia Kaun: Der Reiter in der Glockengasse. In: Kerstin Theis, Jürgen Wilhelm (Hrsg.): Frankreich am Rhein. Greven Verlag, Köln 2009, ISBN 978-3-7743-0409-3, S. 118–130.
30. ↑  RWWA Abt. 33, 160 Jahre № 4711, Köln 1952.
31. ↑  Fernsehwerbung 1962 YouTube.
32. ↑  Einführung in die Ultraschalldiagnostik (PDF; 9,6 MB), Sonographie der Milz.
33. ↑  Tipps & Tricks – Trinity Datensysteme GmbH. Abgerufen am 8. März 2021.
34. ↑  RC1244 Medion Fernbedienung. Abgerufen am 8. März 2021.
35. ↑  LizzyNet.de – Den Schlüssel verschlüsseln. Abgerufen am 8. März 2021.
36. ↑  Passwortgestaltung auf den Seiten des Hochschulrechenzentrum für die Georg-August-Universität Göttingen; abgerufen am 13. April 2025
37. ↑  www.stellwerke.de – Grundlagen – Zugmeldungen. Abgerufen am 29. März 2021.
38. ↑  Betriebsfunkanweisung für die Verständigung im Zug- und Rangierbetrieb mit Teilnehmern des Güterverkehrs (EVU) und übrigen Befugten im Bereich der Infrastruktur der HGK (EIU). Abgerufen am 29. März 2021.

Koordinaten: 50° 56′ 18,48″ N, 6° 57′ 8,2″ O